# アブヤ・ヤラ
アブヤ・ヤラ (Abya Yala) は、「成熟した土地 (land in its full maturity)」ないし「活き活きとした血の土地 (land of vital blood)」を意味するクナ語の言葉であり、ダリエン地峡（現在のコロンビア北西部からパナマ南東部にかけての地域）付近に居住するアメリカ先住民のひとつであるクナ族が、クリストファー・コロンブスの到来以前からアメリカ大陸を指して用いていた表現。

## 起源と用法
ボリビアのアイマラ族の指導者タキル・ママニ (Takir Mamani) は、アメリカ州の先住民族の自治組織を求めた正式な宣言書の中で、「アブヤ・ヤラ」という言葉を用い、「私たちの集落や都市、私たちの大陸に、外来の地名を冠するのは、侵略者たちやその子孫に、私たちのアイデンティティをゆだねることなる」と述べた。つまり、「新世界」とか、「アメリカ」という言い方ではなく「アブヤ・ヤラ」を用いることで、イデオロギー的に先住民族の権利を支持することになるわけである。
エクアドルの出版社である Editorial Abya Yala は、社名をタキル・ママニの示唆から採っている。この名称は、コスタリカの独立系劇場 Teatro Abya Yala や、サンフランシスコのビデオ・プロダクション兼ウェブ・デザイン会社 Abya-Yala Productions などにも用いられている。
同様に北アメリカ大陸を指す呼称としては、「タートル・アイランド」があり、北西部の森林地帯に居住するいくつかの先住民族たち、特にホデノショニ連邦あるいはイロコイ連邦によって用いられている。
『Turtle Island to Abya Yala』と題された、60人の先住民やラテン系女性のアーティストや詩人による文集は、2011年に Kickstarter で初期資金を集めた。